# 维扬之变
维扬之变，南宋建炎二年（金朝天会六年，1128年）八月至建炎三年二月，金朝对南宋发动的一次规模较大的作战。
建炎二年四月，金灭北宋后，南宋东京留守宗泽曾先后二十余次上表宋高宗，请求还京开封府，以定天下之心，北上收复失地。但被朝廷阻挠，宗泽忧愤成疾而卒。宗泽死后，宋朝以杜充为东京留守。杜充不信用义军首领，因而大失人心，致使将士离散过半，以东京开封府为中心的军民联合抗金的形勢急转直下。
金太宗知道宗泽已死，决定再次南下攻宋。东西并进的，以扬州为主要目标，意图攻滅南宋。命完颜娄室率西路军攻陕西，牽制西夏；命完颜银术可留守太原，耶律余睹留守云中（今山西省大同市）镇守后方；命完颜宗翰率主力中路军、完颜宗辅率东路军在黎阳津（今河南省浚县东南）会合，南下进攻南宋行都扬州。
宋朝听说金军再次南下，急忙部署江淮防务，命御营左军统制韩世忠从彭城（今江苏省徐州市）率军至东平府，命中军统制张俊自东京率军至开德府（今河南省濮阳市）；命马扩为河北应援使，组织河北军民策应韩世忠、张俊两军作战。命令扬州守军修城疏浚护城河，加强防御，沿淮诸军练习水战。完颜宗翰与东路军在黎阳津会师后，在九月进克冀州，在清平（令山东省高唐西南）再败马扩军。十一月，金军攻濮州（今山东省鄄城北），宋将姚端乘其不备，夜袭金营，完颜宗翰赤足而逃。十一月十五日，完颜宗翰回师再攻濮州，姚端率部突围。金軍连克德州、淄州、济南府、大名府等地。
建炎三年（1129年）正月，完颜宗翰又攻陷徐州，在滕县兵分两路，完颜宗翰亲自率主力至沭阳，击退韩世忠，命将拔离速、耶律马五率骑兵万余人攻打扬州，韩世忠退保宿迁，被金军赶上，弃军从海路逃往盐城，部众溃散。宋朝对战局情况不明，对防备淮河还是守卫长江迟疑不決，沿淮守军士气低落，不战自溃，金军得以长驱直入。二月，金军又连克楚州（今江苏省淮安市）、天长军（今安徽省天长市）等地。二月初三，宋高宗得知金军逼近，于是仓促南渡长江，逃往杭州。金军率领轻騎进占扬州，追至瓜洲渡（今江苏省扬州市南），因为没有水军，停止追击。完颜宗翰军南进途中，受到淮西军民的袭击，加上人马疲惫，害怕孤军深人不利，于是在大掠之后，撤军北去。
揚州此役遭劫掠屠殺，城中的婦女玉帛，一搶而空，未及逃出的南宋宮女和朝官女眷也全被擄去。金兵在揚州城內擄劫了半個月後，滿載婦女玉帛北去。金兵退出揚州時，縱火焚城，城中所有建築物全被燒毀，稱「維揚之禍」。